# Martin Kolesár
Martin Kolesár (sinh 10 tháng 12 năm 1997) là một cầu thủ bóng đá Slovakia hiện tại thi đấu cho MFK Zemplín Michalovce ở vị trí hậu vệ.

## Sự nghiệp câu lạc bộ

### MFK Zemplín Michalovce
Kolesár ra mắt tại Fortuna Liga cho MFK Zemplín Michalovce ngày 12 tháng 3 năm 2017 trước AS Trenčín.